# Under Defeat
Under Defeat est un shoot 'em up sorti sur bornes d'arcade (système Naomi GD-ROM) puis sur Dreamcast en mars 2006, développé et édité par G.Rev. Le jeu est également sorti dans une édition haute définition sur Xbox 360 et PlayStation 3 en février 2012.
Le jeu place le joueur dans la peau de deux pilotes d'hélicoptères, à la manière de Zero Gunner 2, jeu auquel il est souvent comparé.

## Les différentes versions
Plusieurs versions ont été commercialisées sur Dreamcast :
- Standard Version :

Contient le jeu (dans un boîtier format DVD)
- Limited Edition Version :

Contient le jeu (dans un boîtier format DVD avec une jaquette différente) et la bande son du jeu.
- Sega Direct Version :

Contient le jeu (dans un boîtier format DVD avec une jaquette différente), la bande son, un poster et un autocollant.
Sur Xbox 360 et PlayStation 3, le jeu a été commercialisé sous le nom de Under Defeat HD Deluxe Edition, contenant la bande son du jeu.
En Arcade, une version améliorée des versions xbox 360 et ps3 sortira en été 2013  s'intitulant Under Defeat HD+ (plusieurs nouveaux modes et graphismes améliorés) et sortira sur Ring Edge 2.
En Février 2025, un nouveau portage du jeu développé par City Connection et publié par Clear River Games sera disponible sur Nintendo Switch, PlayStation 4, PlayStation 5 et Steam. Le mode "Ordre Nouveau" adapté aux écrans larges 16/9 fait son retour ainsi qu'un nouveau mode "Ordre Nouveau Plus" modifiant le rythme du jeu avec une barre "Warning Jauge". Quatre hélicoptères sont sélectionnables au début de la partie. Quatre bandes son sont disponibles dans cette version du jeu: l'originale d'arcade, une légèrement améliorée, la version "Ordre Nouveau" et enfin la nouvelle bande sonore nommée "Boostée" composé par le compositeur d'origine et la Team Super Sweep, un collectif de compositeur créé par Shinji Hosoe. Dernier détail, les échanges vocaux en jeu lors des missions ont également été sous-titrés et traduits pour la première fois.

## Système de jeu
L'originalité de Under Defeat réside dans la possibilité d'effectuer une rotation de 45° vers la gauche et la droite avec l'hélicoptère. Ce système a permis aux développeurs de faire arriver les ennemis de tous les côtés, changeant ainsi la routine des Shoot Them Up. Cet angle peut être conservé en restant appuyé sur la touche de tir.
Autre idée originale : un petit module vous accompagne et vous aide à détruire vos ennemis. Lorsque sa jauge de vie est vide, il faut cesser de tirer pour qu'il réapparaisse. Celui-ci peut prendre différentes armes, allant de la mitrailleuse au lance-roquettes.

## Niveaux
L’action se déroule au travers de cinq niveaux variés (1-1 à 1-5). On notera qu’après avoir fini le jeu une première fois il sera possible de sélectionner 5 « nouveaux niveaux » (de 2-1 à 2-5). Ces derniers sont en réalité le « mode miroir » des niveaux originaux, avec quelques petites différences, comme le changement climatique du niveau 4.
Bridgehead
Ce premier niveau prend place dans une forêt où des militaires ennemis ont établi leur base et se termine par une confrontation face à un hélicoptère de combat.
Battleship
Dans ce stage, les batailles se dérouleront en pleine mer et prendront fin avec la destruction d’un navire de guerre ennemi lourdement armé.
Frontline
C’est d’un champ de bataille rempli d’ennemi dont on devra se sortir vivant cette fois-ci ; et en détruisant un avion de guerre ennemi au détour d’un canyon que l’on passera dans la zone suivante.
Fortress
Ce niveau se déroule dans une forteresse militaire ennemie équipée de lourds moyens de défenses et de nombreux véhicules. Les combats se solderont par un face à face avec une super tourelle dotée d’un puissant projecteur.
Graveyard
Une ville dévastée et envahie par des véhicules ennemis servira de théâtre pour cette ultime zone. Une machine de guerre expérimentale et surpuissante sera le dernier ennemi à affronter.

## Accueil
- Famitsu : 28/40 (HD)[1]